# Gliese 86
Gliese 86 es un sistema estelar en la constelación de Erídano que se encuentra a una distancia de 35.9 años luz. El sistema tiene 3 miembros: una estrella de tipo K, en torno a la cual orbitan un planeta extrasolar y una enana blanca.

## Gliese 86 A
La estrella Gliese 86 A es una enana naranja of tipo espectral K1V. Posee el 79% de la masa, el 86% del radio y el 35% de luminosidad con respecto al Sol. La estrella posee un gigante gaseoso orbitando muy próximo a ella.

### Gliese 86 Ab
Gliese 86 b (también llamado Gliese 86 Ab para distinguirlo de la enana blanca Gliese 86 B) es un planeta orbitando a la estrella Gliese 86 A. Orbita a una distancia de 0,11 UA, completando una órbita cada 15,77 días.
Las medidas preliminares realizadas con el satélite Hipparcos sugerían que el planeta tenía una inclinación orbital de 164° y una masa de 15 veces la de Júpiter, lo que lo convertiría en una enana marrón. Sin embargo, análisis posteriores sugireron que las medidas tomadas por el Hipparcos no eran lo bastante precisas para determinar medidas de las órbitas de objetos en torno a estrellas, con lo que la inclinación orbital y la masa del planeta permanecen desconocidos.
| Planeta | Masa           | Semieje mayor (UA) | Periodo orbital (días) | Excentricidad   | Inclinación | Radio |
| ------- | -------------- | ------------------ | ---------------------- | --------------- | ----------- | ----- |
| b       | 3,91 ± 0,32 MJ | 0,1130 ± 0,0065    | 15,76491 ± 0,00039     | 0,0416 ± 0,0072 | ?           | ?     |

## Gliese 86 B
Gliese 86 B es una enana blanca que se encuentra a unas 21 UA de la estrella principal, lo que convierte a Gliese 86 en uno de los sistemas binarios más pequeños que contienen un planeta. Fue descubierta en el año 2001 e inicialmente se sospechó que era una enana marrón, sin embargo, otras observaciones en el 2005 sugirieron que el objeto es probablemente una enana blanca, ya que su espectro no exhibe las características de absorción molecular típicas de las enanas marrones. Asumiendo que la enana blanca tenga una masa aproximada del 50% del Sol, una posible órbita para la estrella tiene un semieje mayor de 18,42 UA y una excentricidad orbital de 0,3974.